# RNA ribosomiale

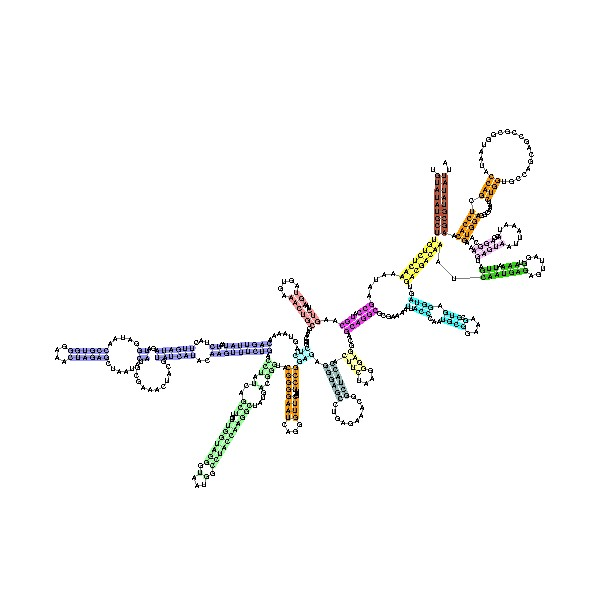
RNA ribosomiale

L'RNA ribosomiale (o RNA ribosomale, o anche RNA ribosomico abbreviato come rRNA o ARNr) o ARN è la tipologia più abbondante di RNA presente nella cellula. Non codifica direttamente le proteine, ma è il componente essenziale (circa i due terzi) dei ribosomi, macchine catalitiche che provvedono all'assemblaggio delle proteine, presenti in tutte le cellule viventi. Il ribosoma è una struttura che si auto-assembla in due subunità ripiegate (la subunità maggiore e la subunità minore) costituite dall'RNA ribosomiale, in presenza di 70-80 proteine ribosomiali, che si trovano all'esterno oppure nelle cavità presenti all'interno dell'rRNA ripiegato.
La funzione dell'rRNA è quella di fornire, durante la sintesi proteica, un meccanismo per la decodifica (traduzione) dell'mRNA in sequenze di amminoacidi (codoni) garantendo l'interazione dell'mRNA con il tRNA (al centro della subunità minore del ribosoma) e provvedendo all'attività della peptidiltransferasi (nella subunità maggiore del ribosoma). L'esattezza della traduzione è dovuta al lavoro coordinato di entrambe le subunità.
Per i geni dell'rRNA è stata dimostrata la dominanza nucleolare. In alcuni organismi, in particolare le piante, quando due nuclei si combinano in una singola cellula durante l'ibridazione, l'organismo che ne deriva può "scegliere" un set di geni per la trascrizione dell'rRNA. L'altro set viene soppresso e generalmente non viene trascritto, anche se a volte può essere "riattivato".

## Confronto fra procarioti ed eucarioti

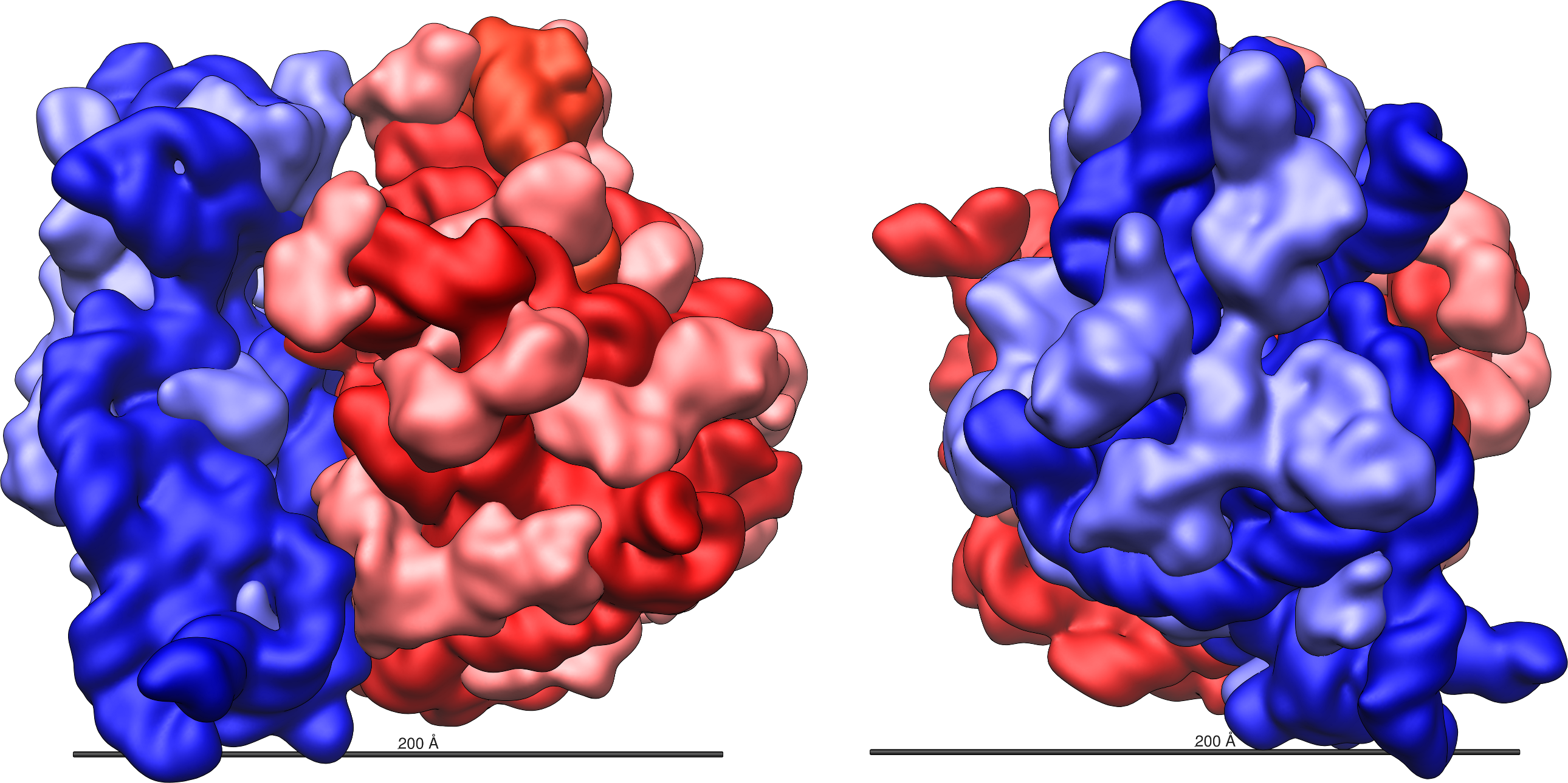
Struttura e morfologia del ribosoma 70S di Escherichia coli. Per la subunità maggiore: in rosa le proteine ribosomali, in rosso scuro il 23S RRNA, in rosso arancio il 5S rRNA. Per la subunità mimore: in blu scuro il 16S rRNA.

Come già accennato, in entrambi i domini l'rRNA può essere suddiviso in due subunità: quella maggiore e quella minore.
| Dominio    | Grandezza | Subunità maggiore                                | Subunità minore       |
| Procarioti | 70 S      | 50 S (5 S : 120 nt, 23 S : 2906 nt)              | 30 S (16 S : 1542 nt) |
| Eucarioti  | 80 S      | 60 S (5 S: 121 nt, 5.8 S: 156 nt, 28 S: 5070 nt) | 40S (18S: 1869 nt)    |

Negli eucarioti, dei quattro rRNA presenti, tre (5,8S, 28S e 18S) sono trascritti dall'RNA polimerasi I a partire da un solo gene nella forma di un unico lungo precursore (45S) contenente due spaziatori interni, mentre il quarto (5S) è trascritto indipendente dall'RNA polimerasi III a partire da un secondo gene separato dal primo.
Nei Bacteria, negli Archaea, nei mitocondri e nei cloroplasti, la subunità minore contiene l'rRNA 16S, mentre la subunità maggiore ne contiene due specie: il 5S ed il 23S. Nei batteri i geni ribosomiali 16S, 23S e 5S sono tipicamente organizzati in un operone. Possono esserci una o più copie dell'operone disperse nel genoma (Escherichia coli ad esempio ne ha sette). Gli Archaea possono contenere sia un singolo operone di rDNA sia copie multiple dello stesso operone.
Al contrario gli Eukaryota hanno generalmente molte copie dei geni dell'rRNA ripetute in serie. Negli esseri umani sono presenti approssimativamente 300-400 ripetizioni di rRNA in cinque gruppi (sui cromosomi 13, 14, 15, 21 e 22). Nella maggior parte degli eucarioti la subunità ribosomiale minore contiene l'rRNA 18S, mentre la subunità maggiore ne contiene tre specie diverse: il 5S, il 5,8S ed il 25S/28S.

## Importanza dell'RNA ribosomiale
Le caratteristiche dell'RNA ribosomiale sono importanti per la medicina e per lo studio dell'evoluzione:
- L'rRNA è il bersaglio di molti antibiotici: cloramfenicolo, eritromicina, kasugamicina, micrococcina, paromicina, ricina, sarcina, spectinomicina, streptomicina e tiostreptone;
- L'rRNA è il componente più conservato (che ha subito meno variazioni nel corso dell'evoluzione) in tutte le cellule.[6] Per questa ragione, i geni che codificano per l'rRNA vengono sequenziati per identificare il gruppo tassonomico di un organismo, per riconoscere i gruppi correlati e stimare il tasso di divergenza tra le varie specie.
- Nei procarioti, l'rRNA 16S lega la sequenza Shine-Dalgarno contenuta nell'mRNA, e la loro interazione permette l'associazione subunità minore-mRNA. Negli eucarioti, l'rRNA 18S si associa al filamento di mRNA tramite le proteine associate al cap, poi scansiona il filamento e riconosce la sequenza di Kozak, assicurando un corretto avvio della sintesi proteica.
- L'rRNA 23S contenuto nella subunità maggiore lega tra loro gli aminoacidi portati dai tRNA formando un legame peptidico. Questa funzione negli eucarioti è espletata dall'rRNA 28S.

Data la loro attività catalitica, entrambi gli rRNA 23S e 28S sono classificati come peptidil-trasferasi, ed entrambi sono pertanto dei ribozimi.
- la 5S riconosce l'ansa D dei tRNA, e interagiscono tra loro permettendo l'avvio e il prosieguo della sintesi proteica sia nei procarioti che negli eucarioti